# Rudolf Kempe
Rudolf Kempe (Dresden, Alemanha, 14 de junho de 1910 - Zurique, 12 de maio de 1976) foi um maestro alemão.

## Biografia
Kempe nasceu em Dresden, onde começou a estudar na Escola Estatal de Ópera de Dresden, aos quatorze anos de idade. Ele tocou oboé na orquestra da ópera de Dortmund e na Orquestra Gewandhaus de Leipzig a partir de 1929. Jutamente com oboé, ele tocava piano regularmente, como solista em músicas de câmara ou como acompanhante, como resultado, ele foi convidado a ser o Répétiteur da Ópera de Leipzig, em 1933 e depois, tornou-se o Maestro da ópera.
Durante a Segunda Guerra Mundial, Kempe foi convocado a servir no exército, mas invés do serviço ativo, ele foi direcionado as atividades musicais, tocando para as tropas e, posteriormente, assumindo o comando da Casa de Ópera de Chemnitz.

### Carreira
Kempe dirigiu a Ópera de Dresden e a Orquestra Estatal de Dresden de 1949 a 1952, fazendo suas primeiras gravações, incluindo Der Rosenvakaliver (Richard Strauss), Die Meistersinger (Richard Wagner) e Der Freiscütz (Carl Maria von Weber). Ele manteve relações com a orquestra de Dresden pelo resto da sua vida, fazendo algumas das mais conhecidas gravações da época.
Sua carreira internacional começou com trabalhos na Ópera Estatal de Viena na temporada de 1951, conduzindo Die Zauberflöte, Simon Boccanegra e Capriccio.
Ele foi convidado a suceder Georg Solti como Maestro Chefe na Ópera Estatal Bávara, em Munique, de 1952 a 1954. Em 1953 Kempe apareceu com a companhia de Munique na Royal Opera House, Covent Garden, Londres. onde o Administrador Geral, Sir David Webster, rapidamente decidiu que Kempe seria um Diretor Musical para o Covent Garden. Kempe recusou e não aceitou trabalhar em nenhuma outra casa de ópera até deixar Munique, em 1954. Como sempre conduzia no Covent Garden, ele tornou-se imensamente popular lá, conduzindo trabalhos como Salome, Elektra, Der Rosenkavalier, Der Ring des Nibelungen, Un Ballo in Maschera e Madama Butterfly, sendo considerado pelo crítico musical, Andrew Porter, um maestro como Arturo Toscanini e Victor de Sabata.
A estreia de Kempe no Bayreuth Festspielhaus foi em 1960. O Ciclo do Anel foi conduzido por ele, com Hermann Uhde, Jerome Hines, Astrid Varnay e Birgit Nilsson sob sua batuta.
Em 160, Kempe tornou-se o Maestro Associado da Orquestra Filarmônica Real, escolhido pelo fundado, Sir Thomas Beecham. De 1961 a 1962, ele foi o Maestro Residente da orquestra e de 1963 a 1975 seu Diretor Artístico. Kempe era associado com a orquestra desde 1955. Kempe aboliu a lei de Beecham, de ter apenas homens na orquestra e trouxe mulheres, dizendo: "uma orquestra sem mulheres me lembra um exército". Em 1970 a orquestra o nomeou Maestro Vitalício, mas em 1975 ele renunciou ao posto.
De 1965 a 1972, Kempe trabalhou na Orquestra Tonhalle de Zurique e a partir de 1967, até sua morte, foi o maestro da Filarmônica de Munique, com a qual fez turnês internacionais e gravações notáveis. Nos últimos meses de sua vida, Kempe foi o Maestro Chefe da Orquestra Sinfônica da BBC.